# Oratorio di San Rocco (Signa)
L'oratorio di San Rocco è una chiesa di Signa, nell'omonima frazione.

## Storia
L'edificio venne realizzato nel 1287 dalla famiglia Frescobaldi e dedicato a San Mamante.
Secondo la tradizione San Rocco vi aveva fatto sosta nel corso di un suo viaggio alla volta di Roma e per questo, nei secoli successivi, il luogo di culto venne a lui intitolato.

## Descrizione
L'interno, ad unica navata, presenta una pavimentazione in cotto ed è coperto da un soffitto a capriate. Sulla parete di fondo vi è una tela seicentesca raffigurante San Rocco. Sulla parete destra invece è collocata una lapide sepolcrale di una giovane della famiglia Pazzi.